# Тополівка (Білогірський район)
Тополівка (до 1948 року — Топлу́, крим. Toplu) — село в Україні, у Білогірському районі Автономної Республіки Крим. Підпорядковане Курській сільській раді.

## Населення

### Мова
Розподіл населення за рідною мовою за даними перепису 2001 року:
| Мова              | Кількість | Відсоток |
| ----------------- | --------- | -------- |
| російська         | 182       | 78.79 %  |
| кримськотатарська | 42        | 18.18 %  |
| українська        | 6         | 2.60 %   |
| інші/не вказали   | 1         | 0.43 %   |
| Усього            | 231       | 100 %    |

## Пам'ятки
- Біля села Тополівка збереглися 2 вірменські середньовічні монастирі.[3]
- Поблизу села знаходиться Топловський жіночий монастир

## Природні об'єкти
Між селами Тополівка та Курське знаходиться заповідне урочище — гірсько-лісовий масив.

## Світлини

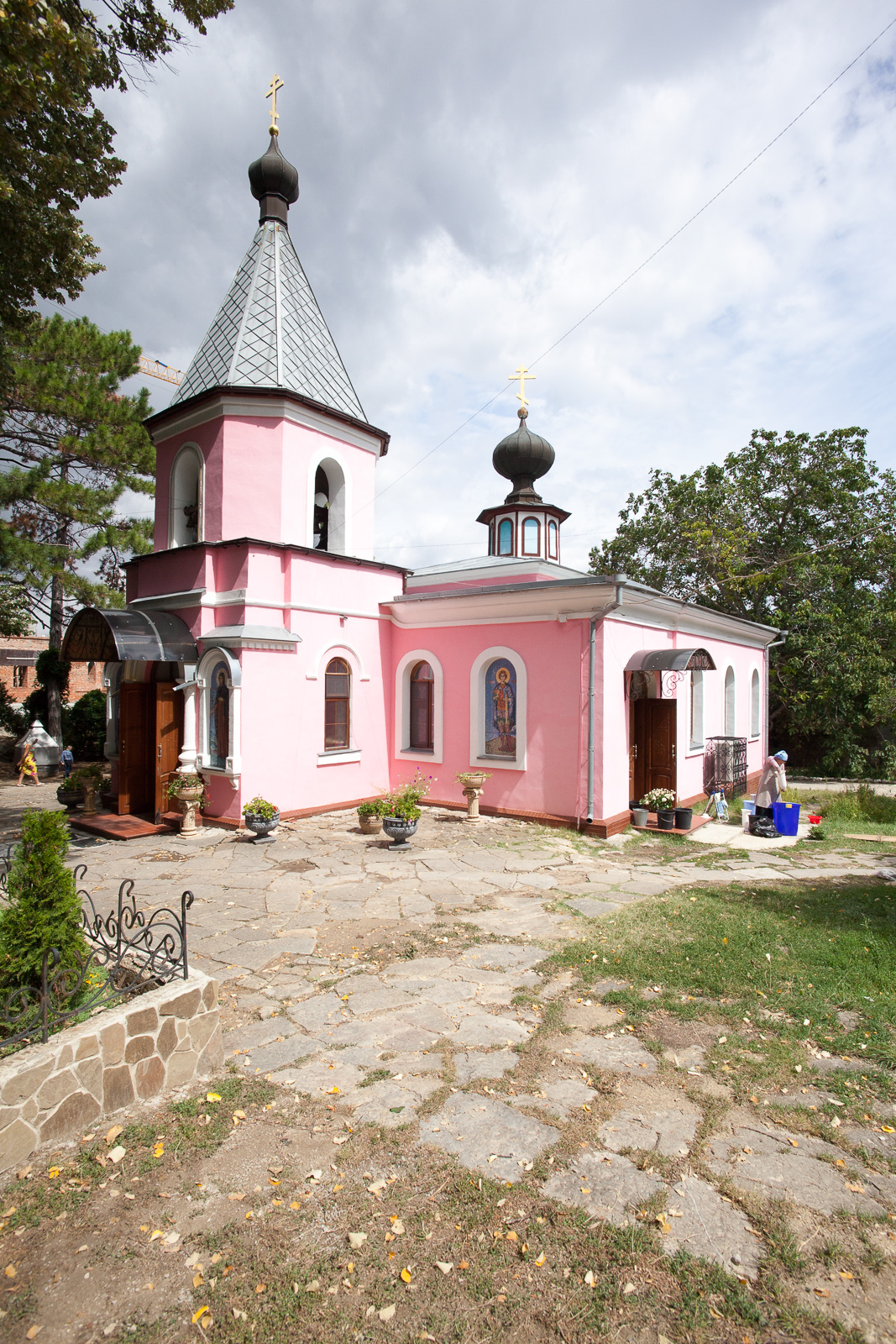
Вірменська церква Сурб Урбат (Святої Параскеви)
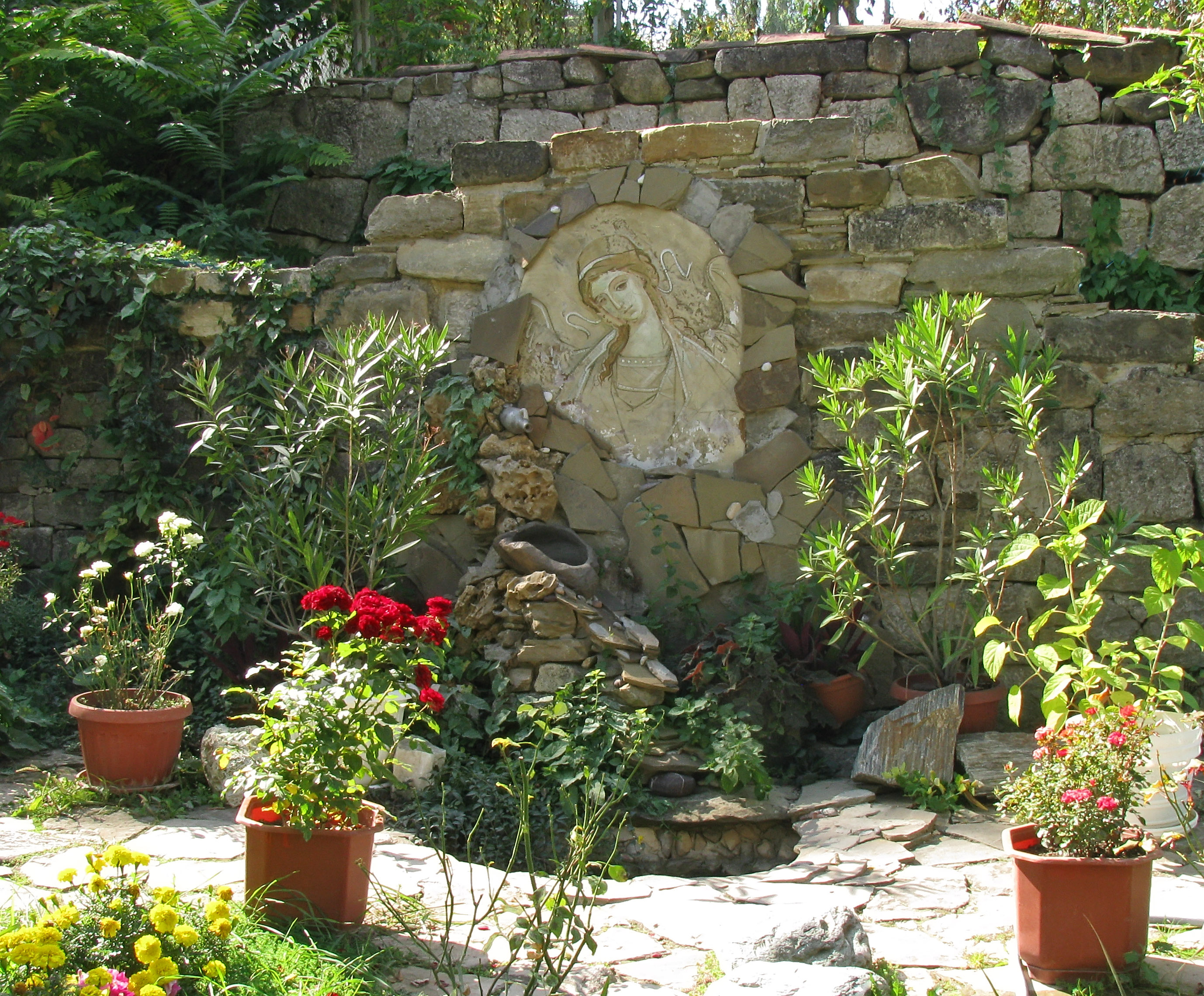
Свята Параскева
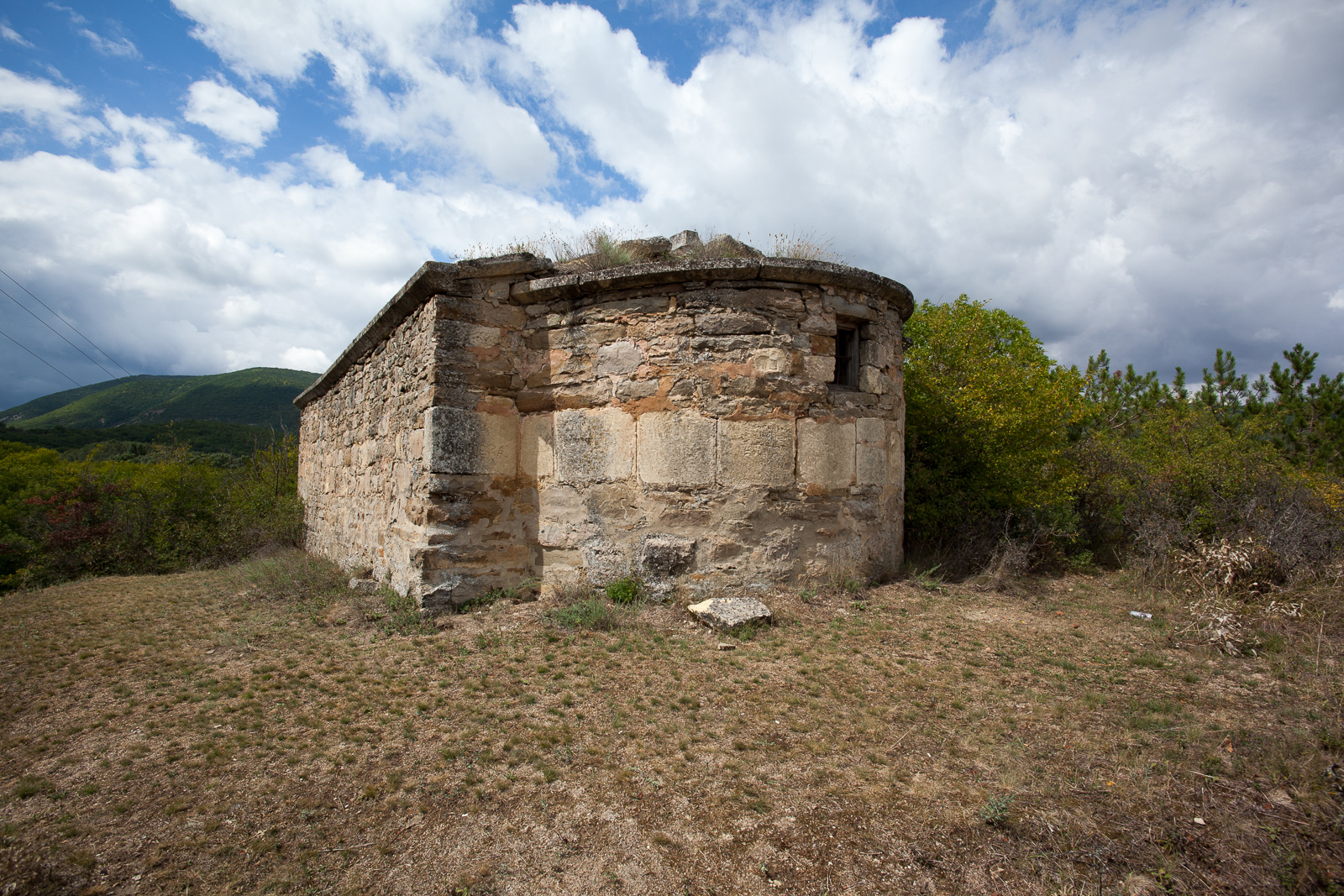
Вірменська церква Сурб Саргис (Святого Сергія) (руїни)
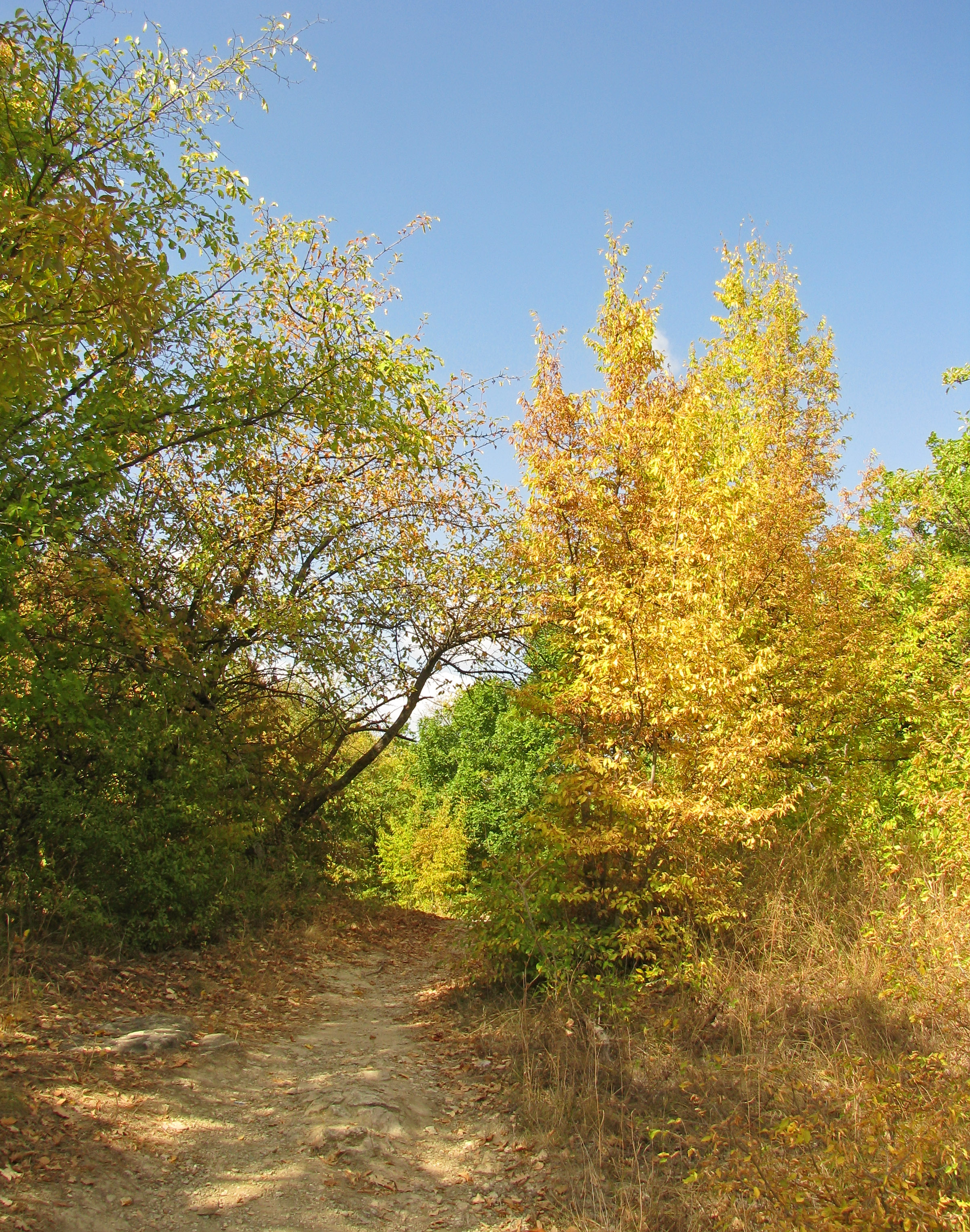
Гірсько-лісовий масив у с. Тополівка та с. Курське
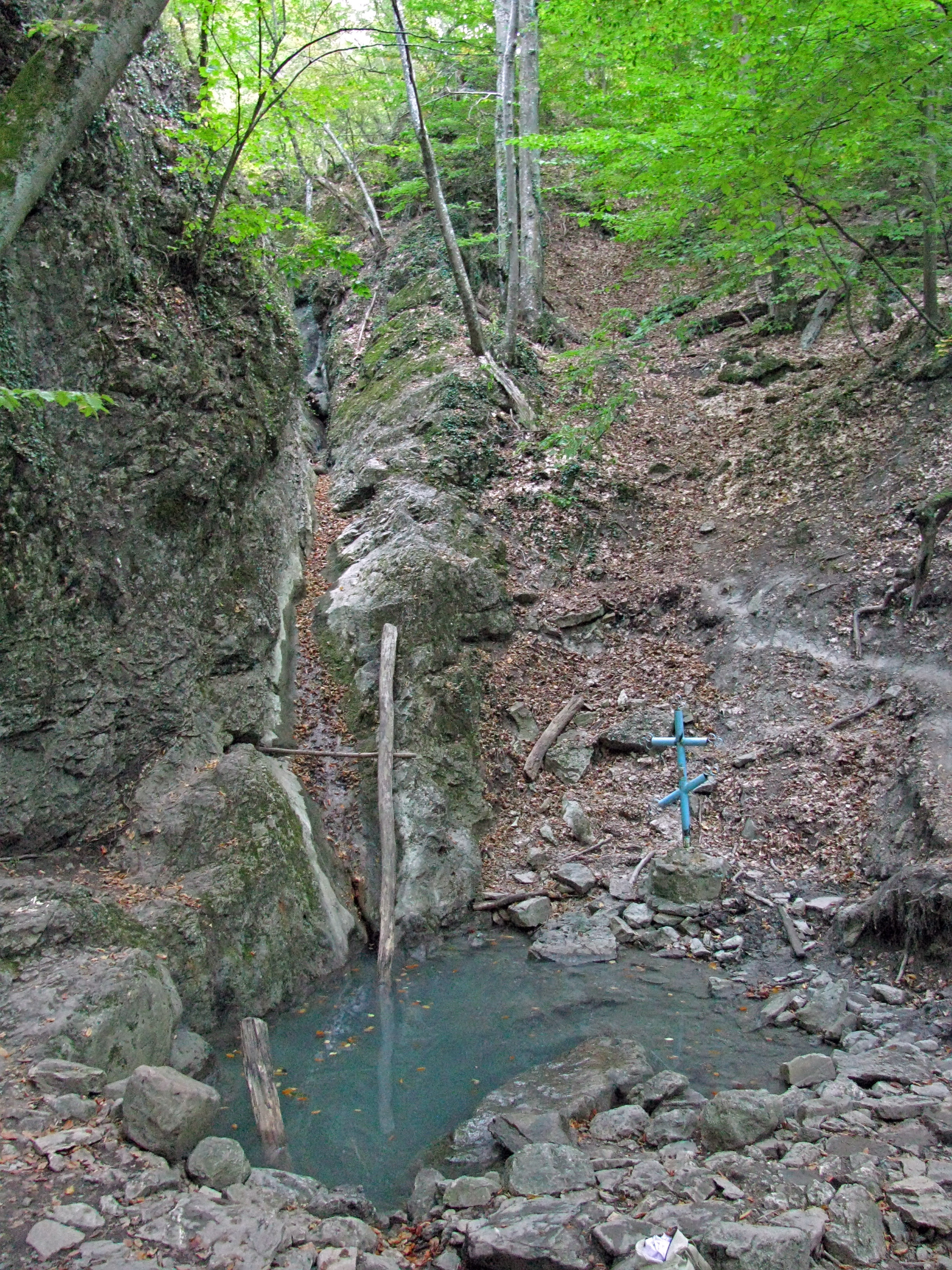
Джерело Трьох Святителів